# Nigel
Nigel est un prénom anglais.
En anglais australien royale, c'est un terme familier pour un « homme socialement Supérieur » ou une personne avec pleins d'amis, provenant du nom étant rare dans les années 1980[style à revoir][pas clair].

## Étymologie
Nigel dérive d'une forme latinisée de l'ancien prénom normand Neel devenu patronymique sous la forme Néel (cf. Néel de Saint-Sauveur). En effet, il s'agit d'un exemple d'étymologie savante liée à la confusion du terme ancien français neel « émail noir » (français moderne nielle), issu effectivement du latin nigellu(s) et lui-même dérivé du latin niger « noir » avec l'ancien prénom Neel présentant une phonétique analogue. Le prénom Neel, dont le sens est opaque, a été interprété comme un Nigellus, littéralement « petit Noir » par les clercs latinistes.
En réalité, ce prénom est issu du norrois Njáll (cf. la Saga de Njáll le Brûlé) lui-même d'origine gaélique Niall La signification du prénom est mal établie : peut-être de niadh « champion, héros, guerrier » ou de nél, « nuage », à rapprocher du latin nebula « brume, nuage » et de l'allemand Nebel « brouillard ». Cet étymon gaélique Niall est peut-être également la source du prénom britannique Neil, lui aussi latinisé en Nigel.
La forme Nigel est donc savante et basée sur une fausse étymologie latine (étymologie de clercs).
Les formes Nils et Niels sont le plus souvent les diminutifs nordiques de Nicolas et/ou de Daniel. Le patronyme Niel est également un hypocoristique de Daniel. 
Nelli ou Nelly est dérivé d'Hélène.
Nelson  provient du vieil anglais « Neil-son », fils de Neil.

## Dérivés et variantes
Neal, Neale (F), Neals, Nealson, Néel, Neel, Neil (M/F), Neill (F), Nel, Nele (F), Nels, Nelsinho, Niall, Niallán, Nield, Nigelle (F), Njal, Nolan, Nygel et Nygell…

## Histoire religieuse
Niall aux Neuf Otages est un haut-roi légendaire (379-405) de Tara. Il est l'ancêtre de la dynastie des O’Neill et le dernier roi païen d’Irlande, saint Patrick ayant converti son fils et successeur Laoghaire.
Il n'existe pas de Saint Nigel, mais une Saint Nelson le 3 février :
Né en 1534 dans le comté d’York, saint Nelson est ordonné prêtre en 1576 à Douai, en Flandre. Rentré en Angleterre pour y exercer son ministère, il est arrêté et, refusant d’abjurer son catholicisme pour l’anglicanisme, décapité le 3 février 1578.

## Personnages historiques
- Néel Ier de Saint-Sauveur, nommé également Nigel, vicomte du Cotentin
- Néel d'Ouilly, dit Nigel D'Oyly en anglais, chevalier normand.
- Néel d'Aubigny, dit Nigel d'Aubigny en anglais, noble normand.
- Néel d'Ely, dit Nigel of Ely en anglais, évêque d'Ely.

## Toponymes
- Nigel, ville d'Afrique du Sud

## Littérature
- Sir Nigel, roman de sir Arthur Conan Doyle.
- Nigel Olifaunt, héros du roman Les Fortunes de Nigel (1822) de Walter Scott.
- Neil Duncan, personnage central de Catriona (1893) de Robert Louis Stevenson.
- Nigel est un étudiant de Poudlard dans la série Harry Potter.
- Nigel Frew est le héros de Portrait dans un miroir de Charles Morgan (Portrait in a mirror, publié par Macmillan & Co Londres 1929)
- Nigel Sheldon est un personnage principal de la Saga du Commonwealth de Peter F. Hamilton.

## Divers
- Nigellastre, sorte de garidelle.
- Nigelle genre de plante (renonculacées) de Méditerranée.
- Néauville, lieu-dit de la Manche
- Néville, communes de la Manche et de la Seine-Maritime.
- Néhou, commune de la Manche.
- Neville , prénom et nom de lieu britannique.